# St. Johannes Baptist (Grotegaste)

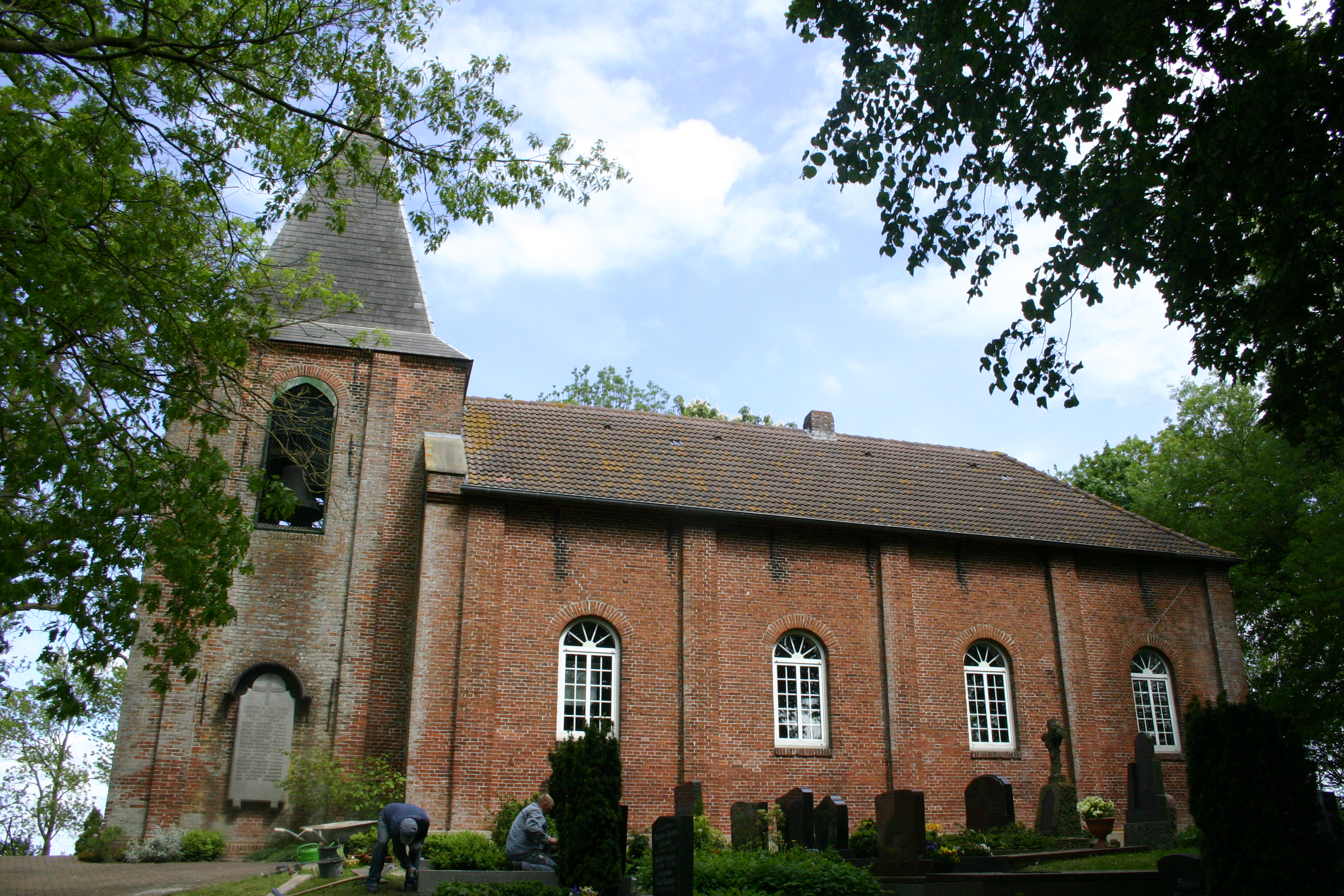
Reformierte Kirche in Grotegaste

Die evangelisch-reformierte Kirche St. Johannes Baptist in Grotegaste, Gemeinde Westoverledingen (Ostfriesland), wurde 1819 im Stil des Klassizismus auf einer Warft gebaut.

## Geschichte
Im Mittelalter existierte ein Vorgängerbau. Bemerkenswert sind die beiden Glocken aus dem 14. Jahrhundert, die erhalten und noch heute in Gebrauch sind. Die ältere Marienglocke wurde von Harmannus im Jahr 1352 gegossen. Der Mantel weist eine Inschrift und eine Strichzeichnung des abgeschlagenen Hauptes von Johannes dem Täufer auf, dem die Kirche ihr Patrozinium verdankt. Die andere Glocke datiert von 1364 und ist der Heiligen Katharina geweiht.  Im Zuge der Reformation wechselte die Gemeinde zu Beginn des 16. Jahrhunderts zum reformierten Bekenntnis. Aus der Bibliothek von Pastor Alarich Sibelius ist die Schrift „Adversus Anabaptistas“ („Gegen die Wiedertäufer“) des Reformators Heinrich Bullinger aus dem Jahr 1565 erhalten. Sie befindet sich heute in der Johannes a Lasco Bibliothek. Im Jahr 1800 musste der westlich angebaute Glockenturm erneuert werden, nachdem der alte Turm abgängig war. Die heutige Kirche wurde 1819 an gleicher Stelle errichtet. Die beiden Längsseiten werden durch Pilaster in je vier Wandfelder gegliedert, in die große rundbogige Fenster eingebrochen sind.
Bis 1965 unterhielt die Kirchengemeinde, zu der auch Hilkenborg, Coldemüntje und Dorenberg gehörten, einen eigenen Pastor. Seit 1987 sind die reformierten Kirchengemeinden Ihrhove, Esklum, Driever und Grotegaste zusammengefasst und teilen sich zwei Pastoren.

## Ausstattung
Das Innere des Gotteshauses wird durch ein hölzernes Tonnengewölbe abgeschlossen, das auf verzierten Konsolen ruht. Für eine reformierte Kirche ungewöhnlich ist, dass zwei Stufen zum Chor führen. Die Kanzel aus dem 18. Jahrhundert stammt aus dem Vorgängerbau. Die Kanzel in grauer Fassung mit Gold wird von einer Inschrift an der Wand umgeben, die in schwarzer Schrift ein Bibelwort vor Augen hält: „Dein Wort ist meines Fußes Leuchte und ein Licht auf meinem Wege“ (Ps 119,105 ).
Vor der Kanzel liegen die Grabsteine von Hinderk Willems Groeneveld-Coldemüntje und Moeder Heikes Groeneveld-Coldemüntje aus dem Jahr 1689. Die Familie war Patron der St.-Johannes-Kirche.
Der Kronleuchter ist nicht datiert. Zu den Vasa Sacra gehören ein silberner Kelch aus dem Jahr 1690 und eine Silberkanne von 1890, die heute beide in der Johannes-a-Lasco-Bibliothek ausgestellt sind, ein Brotteller (nach 1888) und eine Taufschale (1910).

## Orgel

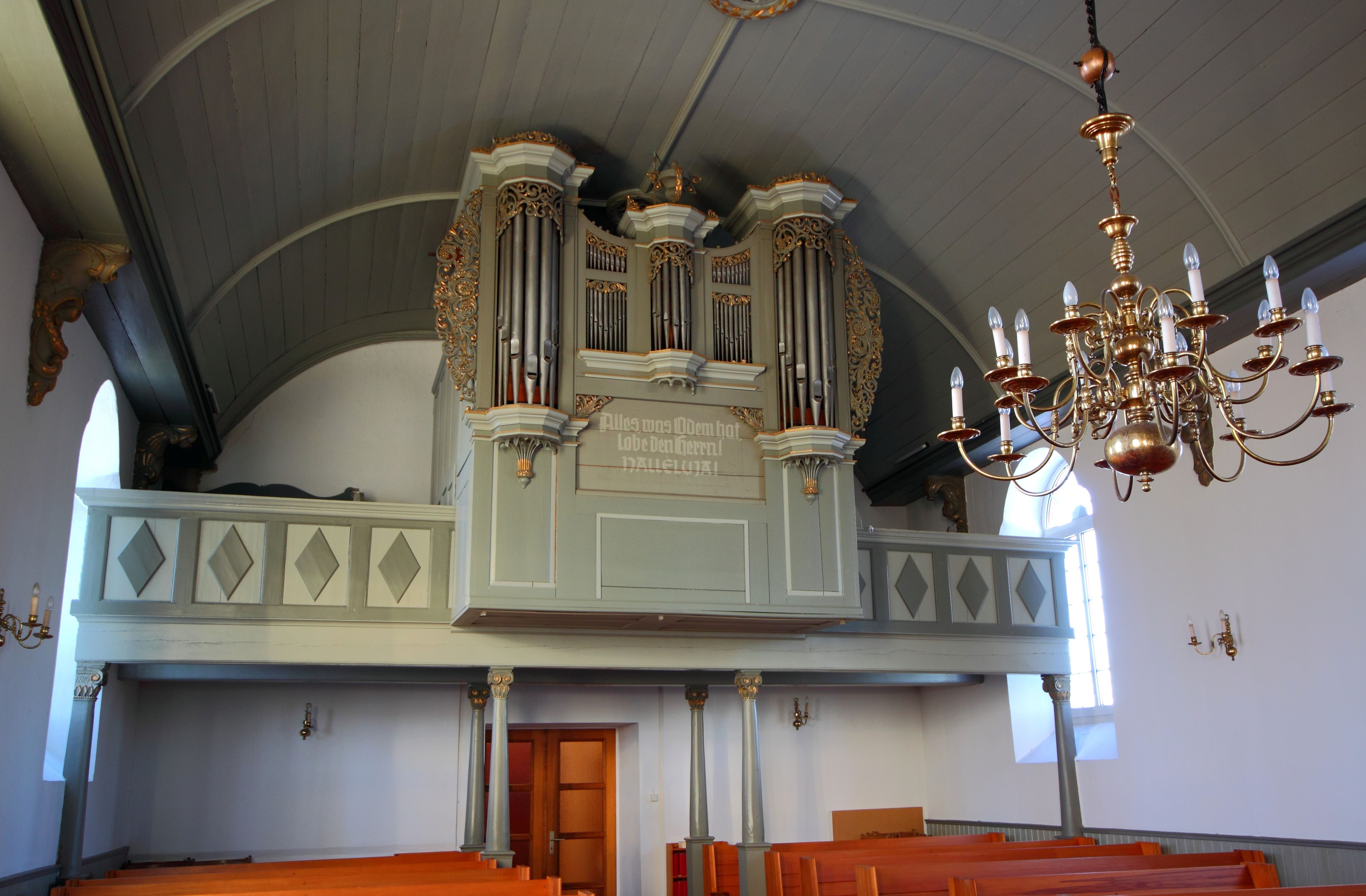
Orgel in Grotegaste

Die Orgel wurde 1854 von Gerd Sieben Janssen mit zwölf  Registern auf zwei Manualen geschaffen. Nur der Prospekt blieb erhalten. Das Innenwerk wurde 1919 durch P. Furtwängler & Hammer ersetzt. Bartelt Immer führte 2005 eine umfassende Restaurierung durch. Das Taschenladen-Instrument hat elf klingende Register auf zwei Manualen und Pedal sowie eine Transmission.  Die Trakturen sind pneumatisch.
| I Manual C–g3 |                   |     |
| 1.            | Bordun            | 16′ |
| 2.            | Principal         | 8′  |
| 3.            | Gamba             | 8′  |
| 4.            | Offenflöte        | 8′  |
| 5.            | Oktave            | 4′  |
| 6.            | Progressiv II–III |     |

| II Manual C–g3 |              |    |
| 7.             | Gedacktflöte | 8′ |
| 8.             | Salicional   | 8′ |
| 9.             | Fernflöte    | 4′ |

| Pedalwerk C–d1 |                       |     |
| 10.            | Subbass               | 16′ |
|                | Gedecktbass (= Nr. 1) | 16′ |
| 11.            | Principalbass         | 8′  |

- Koppeln: II/I, I/P, II/P
  - Superoktavkoppeln: II/II, II/I
  - Suboktavkoppeln: II/II, II/I
- Spielhilfen: Registerschweller, Handregister, Tutti